# پروانه دگرریخت
پروانه دگر ریخت (Philiris radicala) پروانه‌ای است که در تیره پرنیان‌بالان قرار دارد و در پاپوآ گینه نو زندگی می‌کند. این پروانه در زمره جانوران کشف شده در سال ۲۰۱۴ می‌باشد.